# 13e gala des prix Félix
 Les lauréats des prix Félix en 1991, artistes québécois œuvrant dans l'industrie de la chanson, ont reçu leurs récompenses à l'occasion du treizième Gala de l'ADISQ, animé par René Simard et qui eut lieu le 14 octobre 1991.

## Interprète masculin de l'année
- Luc De Larochellière

Autres nommés: Georges Thurston dit Boule Noire, Jim Corcoran, Richard Desjardins, Marc Gabriel, Léandre, Breen LeBoeuf, Jean Leloup, Nelson Minville, Roch Voisine.

## Interprète féminine de l'année
- Julie Masse

Autres nommées: Marie Carmen, Claude de Chevigny, Laurence Jalbert, Marjo, Geneviève Paris, Marie-Denise Pelletier, Francine Raymond, Nanette Workman, Marie Philippe.

## Révélation de l'année
- Julie Masse

Autres nommés: Richard Desjardins, Laymen Twaist, Breen LeBoeuf, Nelson Minville, Geneviève Paris.

## Groupe de l'année
- Vilain Pingouin

Autres nommés: Hart Rouge, Madame, les Parfaits Salauds, Uzeb.

## Auteur-compositeur de l'année
- Richard Desjardins

Autres nommés: Rudy Caya (de Vilain Pingouin), Geneviève Paris, Marie Philippe et Jean-Pierre Bonin, Manuel Tadros.

## Artiste s'étant le plus illustré hors Québec
- Roch Voisine

Autres nommés: Michel Courtemanche, Céline Dion, Kashtin, Carole Laure

## Artiste s'étant illustré dans une langue autre que le français
- Céline Dion

Autres nommés: Bootsauce, Kashtin, Jean Leloup, Roch Voisine.

## Artiste de la francophonie s'étant le plus illustré au Québec
- Patricia Kaas

Autres nommés: Patrick Bruel, Liane Foly, Philippe Lafontaine, Niagara

## Chanson populaire de l'année
- Je sais, je sais de Marjo

Autres nommées: Faut pas que j'panique de Marie Carmen, Sauvez mon âme de Luc De Larochellière, Au nom de la raison de Laurence Jalbert, Jour de plaine de Daniel Lavoie, Sans t'oublier de Julie Masse, À ton départ de Nathalie Simard, Je ne sais plus comment je m'appelle de Martine St-Clair, La légende de Jimmy de Diane Tell, Darlin de Roch Voisine.

## Album le plus vendu
- Rendez-vous doux de Gerry Boulet

Autres nommés: Julie Masse de Julie Masse, Laurence Jalbert de Laurence Jalbert, Les B. B. des B. B., Tant qu'il y aura des enfants de Marjo.

## Album pop de l'année
- Tu m'aimes-tu de Richard Desjardins

Autres nommés: Opéra Nelligan (Artistes variés), Sainte nuit de Johanne Blouin, Passion vaudou de Patrick Norman, Le rendez-vous de Marie-Denise Pelletier.

## Album rock de l'année
- Tant qu'il y aura des enfants de Marjo

Autres nommés: French B de French B, De ville en aventure de Breen LeBoeuf, Tango tango de Tango Tango, Vilain Pingouin de Vilain Pingouin.

## Album pop-rock de l'année
- Sauvez mon âme de Luc De Larochellière

Autres nommés: Karianne de Marc Gabriel, Julie Masse de Julie Masse, Au maximum de Nathalie Simard, La légende de Jimmy de Diane Tell, Nanette Workman, Renaud Hantson et Tom Novembre.

## Premier album de l'année
- Julie Masse de Julie Masse

Autres nommés: La Crise d'Oka de la Jungle en folie, De ville en aventure de Breen LeBoeuf, Premières nuits de Nelson Minville, Vilain Pingouin de Vilain Pingouin.

## Album country de l'année
- Le cowboy des temps modernes de Georges Hamel

Autres nommés : Je chante pour toi de Jeannine Savard, Mes plus belles années - 35 ans de chansons d'Édouard Castonguay et sa famille, Ne pleure pas ce soir de Lyne Beauchamps.

## Album instrumental de l'année
- Les filles de Caleb de Richard Grégoire

## Album jazz de l'année
- Uzeb World Tour 90 d'Uzeb

## Album nouvel-âge de l'année
- Solaris Universalis de Patrick Bernhardt

## Album classique de l'année
- Debussy: Pelléas et Ménandre de l'Orchestre Symphonique de Montréal

## Album enfants de l'année
- Le club des 100 Watts vol 2 du Club des 100 Watts

## Spectacle pop de l'année
- Les Misérables (Artistes variés)

Autres nommés: Le club des 100 Watts en spectacle de le Club des 100 watts en tournée, Tu m'aimes-tu de Richard Desjardins, Une femme, une planète de Marie-Claire Séguin, Plume Latraverse - FrancoFolies de Montréal de Plume Latraverse.

## Spectacle rock de l'année
- Tant qu'il y aura des enfants de Marjo

Autres nommés: Breen Leboeuf de Breen LeBoeuf, Jean Leloup et la sale affaire de Jean Leloup, Laurence Jalbert de Laurence Jalbert, Vilain Pingouin de Vilain Pingouin.

## Spectacle pop-rock de l'année
- Sauvez mon âme... la mission de Luc De Larochellière

Autres nommés: Corcoran de Jim Corcoran, La fête à Daniel Lavoie de Daniel Lavoie, Marie Carmen de Marie Carmen, Terre des hommes de Mitsou.

## Vidéoclip de l'année
- Je sais, je sais de Marjo

Autres nommés: C'est pour ça que je t'aime de Jim Corcoran, Cookie de Jean Leloup, Sous la pluie de Vilain Pingouin, Jour de plaine de Daniel Lavoie.

## Hommage
- le Cirque du Soleil